# Cyphoma arturi
Cyphoma arturi là một loài ốc biển, là động vật thân mềm chân bụng sống ở biển trong họ Ovulidae.